# Blatna Brezovica
Blatna Brezovica – wieś w Słowenii, w gminie Vrhnika. W 2018 roku liczyła 351 mieszkańców.